# Zhao Lijian
Zhao Lijian (caractères chinois :赵立坚 , pinyin : Zhào Lìjiān) né le 11 novembre 1972 dans la province du Hebei, est un diplomate chinois, porte-parole du ministère des affaires étrangères de la république populaire de Chine depuis le 24 février 2020.
Il s'illustre dans la crise du coronavirus par ses interventions sur Twitter, mettant en cause les États-Unis comme étant à l'origine de l'introduction à Wuhan du coronavirus.

## Biographie
En 1996, Zhao Lijian occupe les fonctions d'attaché au département Asie du ministère des affaires étrangères de la république populaire de Chine ; en 1999, il devient attaché et troisième secrétaire de l'ambassade de Chine au Pakistan. En 2003, il occupe le poste de troisième secrétaire, deuxième secrétaire, directeur adjoint, puis premier secrétaire au département Asie du ministère des affaires étrangères.
En 2005 il a étudié à l'Institut coréen de développement, à l'école des politiques publiques en deuxième cycle de gestion des politiques publiques, et a obtenu un diplôme de maîtrise en politiques publiques. En 2009, il occupe les fonctions de premier secrétaire à l'ambassade de Chine aux États-Unis. En 2013, il devient premier secrétaire et directeur du département Asie du ministère des affaires étrangères. En 2015, il est nommé conseiller et ministre conseiller de l'ambassade de Chine au Pakistan .
Depuis août 2019, Zhao Lijian est directeur adjoint du département de l'information du ministère des affaires étrangères de la république populaire de Chine .
Le 24 février 2020, il devient le 31e porte-parole du ministère des affaires étrangères chinois. Le Quotidien du Peuple a fait l'éloge de sa performance, la décrivant comme « de l'artillerie lourde » ("火力全开"). Cette première entrée en scène ayant également reçu le soutien de l'internet chinois.

## Position
Zhao Lijian a ouvert un compte sur Twitter afin de répondre aux questions des internautes à propos de la Chine. En juillet 2019, Zhao Lijian a tweeté une réponse aux 37 pays soutenant la politique chinoise au Xinjiang en mettant en cause 22 pays occidentaux qui pour leur part critiquent cette politique. Zhao Lijian a déclaré que « les hommes blancs de Washington D.C., ne vont jamais dans la zone Sud-Est car c'est la zone des Noirs et des Hispaniques ». Par la suite, Susan Rice, ancienne conseillère américaine à la sécurité nationale et ancienne ambassadrice auprès de l'Organisation des Nations unies, a dénoncé les propos racistes de Zhao Lijian, ce qui a déclenché une confrontation féroce entre eux sur Twitter. Les médias chinois ont donc dit de Zhao Lijian qu'il était « un influenceur » ou le « diplomate combattant » le plus populaire de Twitter,.

## La thèse de l'introduction du coronavirus par les États-Unis
Le 12 mars 2020, Zhao Lijian a mis en ligne une vidéo sur Twitter affirmant que le docteur Robert Redfield, directeur des Centres pour le contrôle et la prévention des maladies aux États-Unis, aurait reconnu que certains patients atteints de la grippe auraient été en fait contaminés par un nouveau type de coronavirus. Cette vidéo montre un échange entre Harley Rouda, député démocrate, et Robert Redfield au cours d'une audition, l'après-midi du 11 mars 2020, à la Commission des réformes de la Chambre des représentants des États-Unis. Harley Rouda lui demandait si à ce jour il pouvait y avoir des cas où les patients du COVID-19 auraient pu être diagnostiqués par erreur comme grippaux alors que les institutions médicales américaines étaient en manque de tests de dépistage.
Au même moment, Zhao Lijian déclarait sur Twitter que « le directeur des Centres pour le contrôle de la prévention des maladies a été pris en flagrant délit », demandant aux États-Unis d'expliquer quand le patient zéro était apparu, demandant aussi aux États-Unis des données transparentes et publiques. Puis il déclara qu'il était possible que le virus ait été importé à Wuhan par l'armée américaine. Zhao Lijian déclara : « À cette même période il y avait 34 millions de patients grippés aux États-Unis dont 20 000 sont morts. Dites-nous combien de ces cas sont en lien avec le coronavirus ? ». Puis Zhao Lijian a cité un article du site internet canadien conspirationniste Globalresearch.ca afin de faire valoir l'idée que les armes bactériologiques américaines avaient fui et ont causé l'épidémie de coronavirus. Par la suite, le virus aurait été introduit par les soldats américains ayant participé à des jeux militaires à Wuhan. Cette thèse est largement contestée.
Shi Yinhong (zh), un expert chinois des relations internationales, a décrit le tweet de Zhao Lijian comme étant son « opinion personnelle ». Il a déclaré que des questions importantes telles que l'origine du virus devraient être déterminées par les scientifiques du monde entier, et que ces remarques ne fourniraient que des munitions aux « faucons » américains.
Hu Ping (zh), dissident en république populaire de Chine a souligné que Globalresearch était un site Web complotiste bien connu. L'article cité par Zhao Lijian mentionnait un laboratoire de biochimie militaire aux États-Unis et a déclaré sans preuve que le virus provenait de ce laboratoire. L'auteur de cet article est un homme d'affaires qui avait été invité comme professeur à l'université Fudan de Shanghai. En outre, Hu Ping a souligné que le Southern People's Weekly un média de la Chine continentale, avait signalé que cinq athlètes militaires étrangers étaient tombés malades pendant les jeux militaires. Cependant, il s'agissait de paludisme, cela n'ayant aucun rapport avec le coronavirus, et il n'est pas encore certain que ces cinq patients soient des soldats américains.